# Лукьянов, Анатолий Григорьевич
Анатолий Григорьевич Лукьянов (12 марта 1919 — 26 декабря 1986) — командир звена 487-го истребительного авиационного полка (101-я истребительная авиационная дивизия ПВО), старший лейтенант.

## Биография
Родился 12 марта 1919 года в городе Краматорск Донецкой области. Работал слесарем. В Красной Армии с 26 декабря 1937 года. В 1938 году окончил военную авиационную школу.
Участник Великой Отечественной войны с 24 июля 1941 года. Особо отличился при отражении налётов вражеской авиации на Москву. 3 января 1942 года патрулировал вблизи города Боброва Воронежской области. Обнаружив в воздухе вражеский бомбардировщик Ю-88, уничтожил его тараном. Произвёл посадку на своём аэродроме.
Указом Президиума Верховного Совета СССР «О присвоении звания Героя Советского Союза начальствующему составу войск противовоздушной обороны» от 4 марта 1942 года за «образцовое выполнение боевых заданий командования и проявленные при этом отвагу и геройство» удостоен звания Героя Советского Союза с вручением ордена Ленина и медали «Золотая Звезда».
Всю войну прошёл в истребительной авиации Войск ПВО страны. С апреля по декабрь 1944 года — командир 1007-го истребительного авиационного полка ПВО, затем — инспектор по технике пилотирования 9-го истребительного авиационного корпуса ПВО. К 9 мая 1945 года гвардии майор А. Г. Лукьянов выполнил 325 боевых вылетов, в воздушных боях сбил лично 8 и в группе 5 самолётов врага.
После войны продолжал служить в ВВС. С 1950 года командовал 146-м гвардейским истребительным авиационным полком ПВО. С февраля 1968 года полковник Лукьянов в запасе.
Жил в Волгограде. Умер 26 декабря 1986 года. Похоронен на Димитриевском кладбище в Волгограде.
Награждён орденом Ленина (4.03.1942), орденом Красного Знамени, орденом Отечественной войны 1-й степени (11.03.1985), двумя орденами Красной Звезды, медалями.